# Vincenzo Campi
Vincenzo Campi (* 1530, 1535 oder 1536 in Cremona; † 3. Oktober 1591 ebenda) war ein italienischer Maler, Architekt, Stecher, Zeichner und Kosmograph.

## Leben

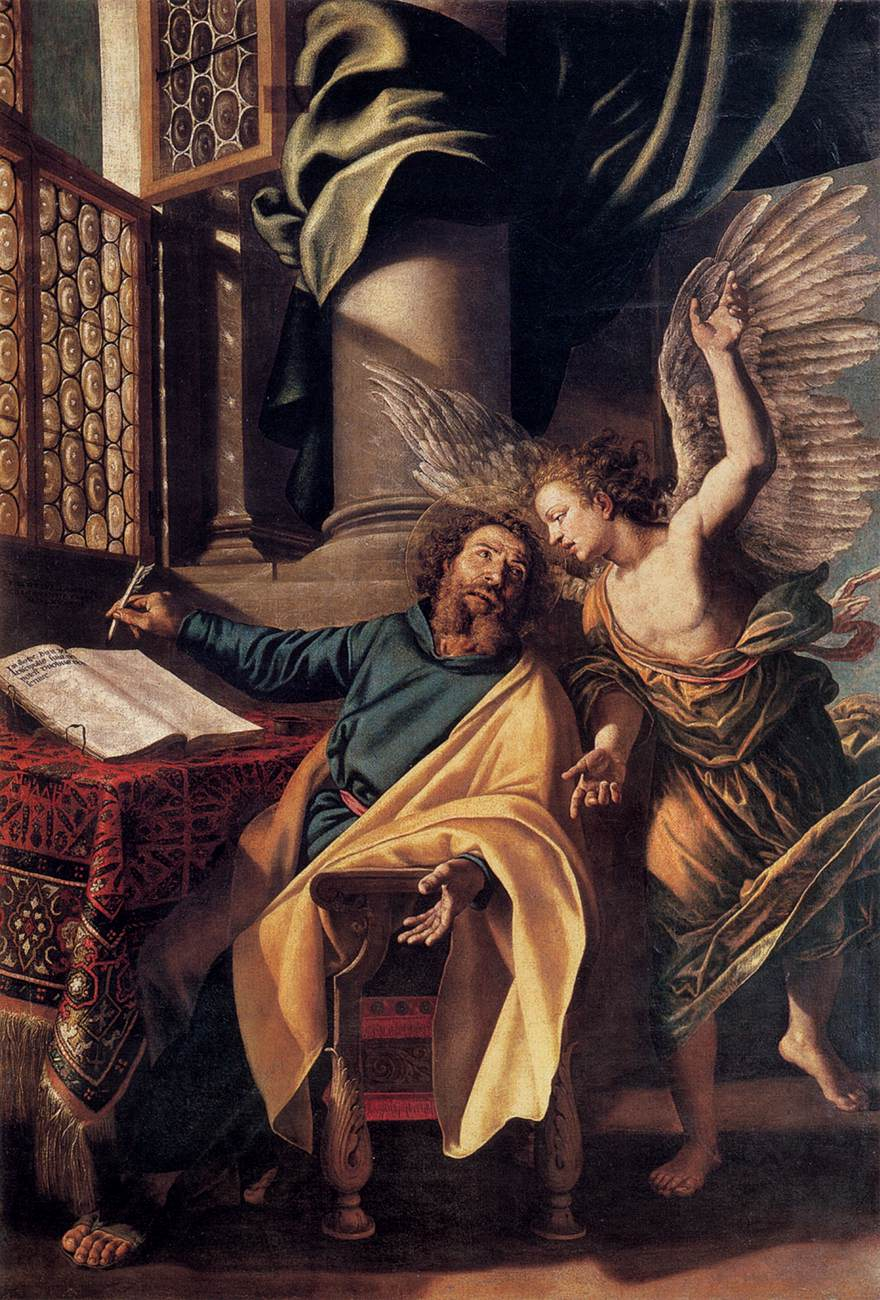
Heiligen Matthäus und dem Engel (1588), Pavia, San Francesco d’Assisi

Campi entstammte einer italienischen Künstlerfamilie, die am das Ende des 16. Jahrhunderts in Cremona lebte und arbeitete. Er war der dritte Sohn von Galeazzo Campi sowie Schüler seines älteren Bruders Giulio. Sein anderer Bruder war der Maler Antonio Campi. Er war ein „Gefährte seiner Brüder, denen er im Kolorit fast gleichkommt, jedoch in der Zeichnung nachsteht.“ Er fertigte in Cremona vier Darstellungen der Abnahme vom Kreuz, wobei ihm kleinere Figuren besser gelangen als in großen, geschätzt wurde er für seine Bildnisse und die Darstellung von Früchten. Er war mit seinen Brüdern auch in Kirchen in Mailand tätig. Francesco Malaguzzi Valeri (1867–1928) schrieb über ihn: „Seine Heiligenbilder sind oberflächlich, besser gelangen ihm die Porträtmalerei u[nd] vor allem Stilleben und Genrebilder.“
Zu seinen ersten bekannten Werken zählten die Porträts der Prinzen Rudolf und Ernst von Österreich, die sich am 21. Oktober 1563 in Cremona aufhielten. 1568 soll Campi als Gehilfe von Bernardino Campi in Soncino gearbeitet haben. Aus dem Jahr 1569 stammt unter anderem ein Porträt des Giulio Boccamallon von der Accademia Carrara in Bergamo. Er fertigte 1573 Fresken für den Chor der Kathedrale von Cremona. Im Jahr 1573 gründete er zudem seine eigene Werkstatt mit Atelier. Hier fertigte er in den Jahren 1575 und 1576 zahlreiche Gemälde, auf denen Essensmotive oder Marktszenen zu sehen sind. In den gleichen Jahren realisierte er jedoch auch religiöse Werke, wie im Jahre 1575 der Christus ans Kreuz genagelt (Museum der Certosa di Pavia), die die Entwicklung des lombardischen Naturalismus des Künstlers und vor allem zeigt, 1588 das große Altarbild mit dem Heiligen Matthäus und dem Engel für die Kirche San Francesco d’Assisi in Pavia, die die Malerei und Lichter von Michelangelo Merisi da Caravaggio vorwegnimmt. In seiner Werkstatt befanden sich zum Zeitpunkt seines Todes 1591 sechs große Gemälde. Laut Testament seiner Witwe aus dem Jahr 1611 waren darunter die Ricotta-Esser sowie eine Fruchtverkäuferin, die Fischhändlerfamilie, die Geflügelzüchter und eine Küchenszene.
Er war mit Elena Luciani verheiratet und hatte keine Nachkommen.

## Werksauswahl

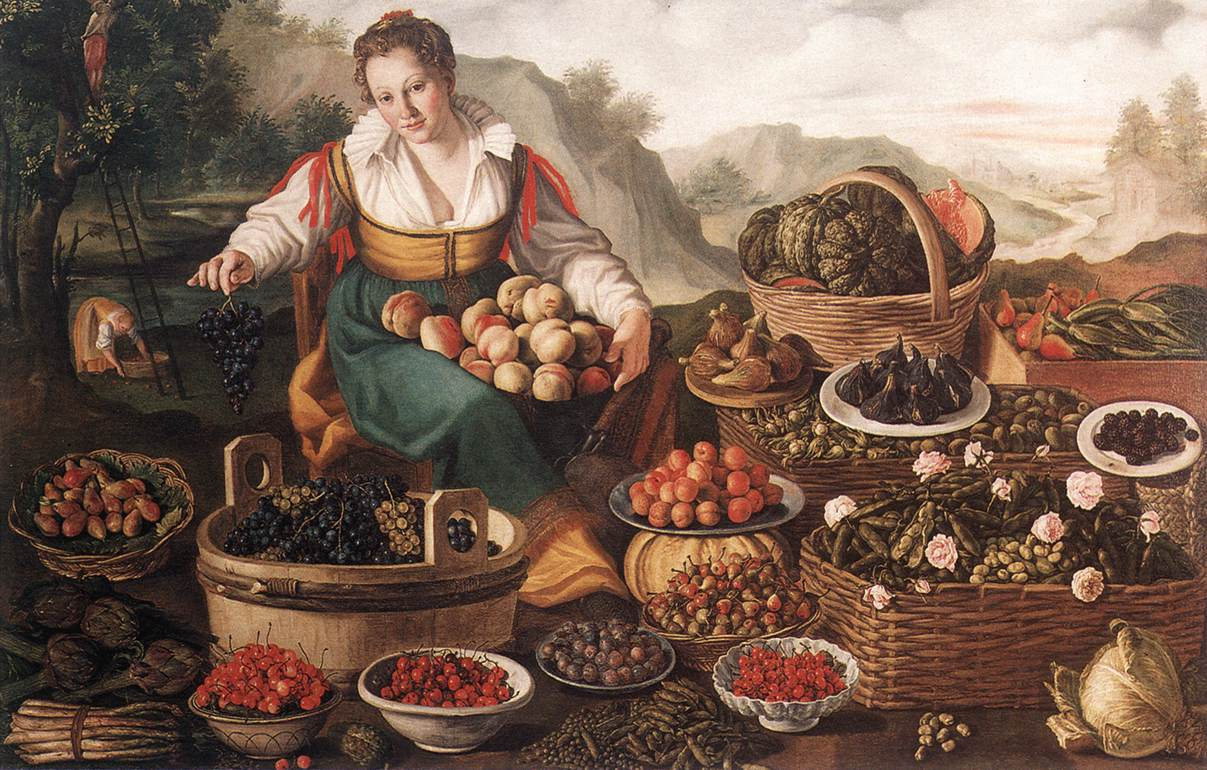
Die Obstverkäuferin (um 1580)

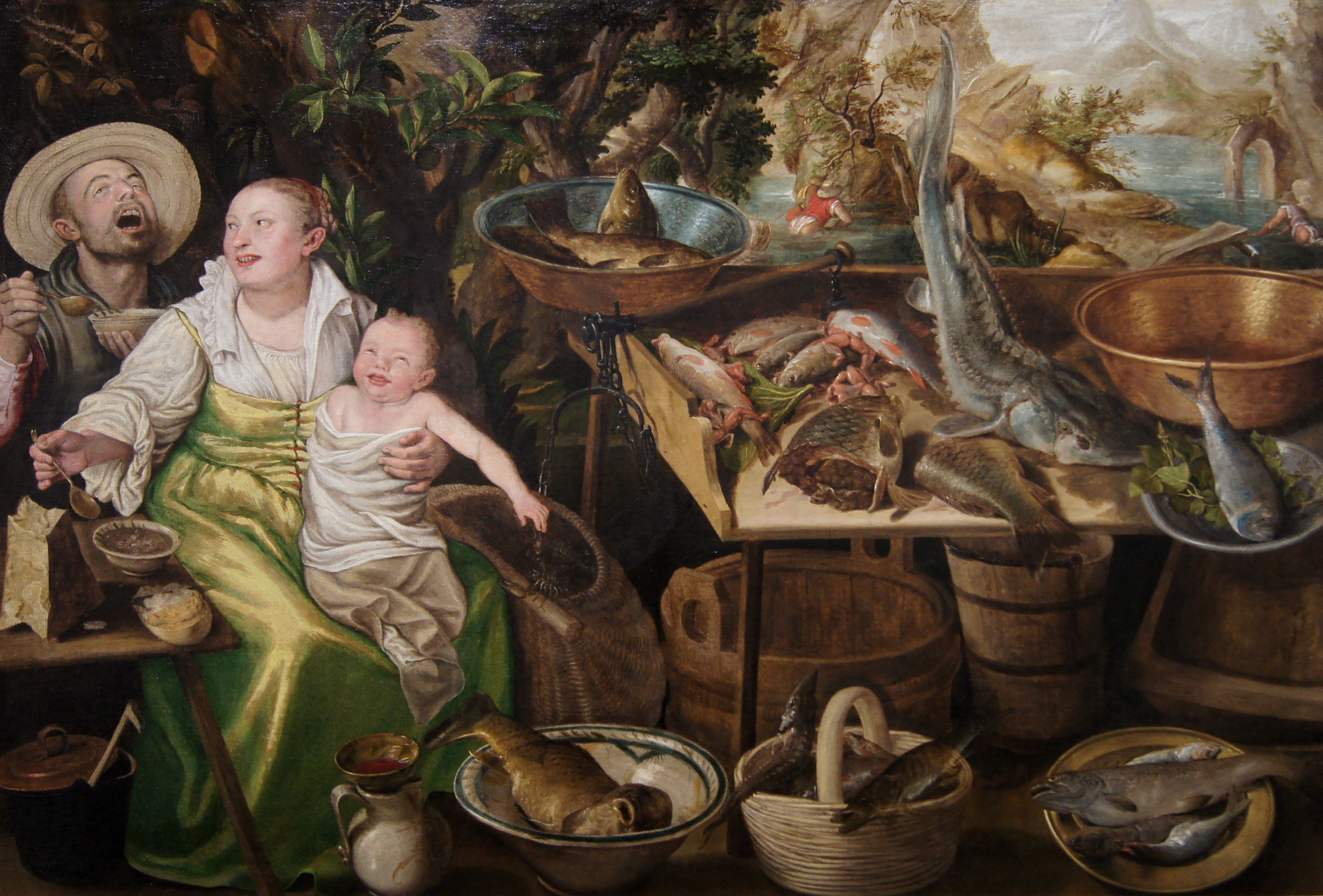
Die Fischverkäuferin (Musée de La Roche-sur-Yon)

Zwei Bilder Die Fruchtverkäuferin und Die Fischverkäufer befinden sich seit 1883 in der Sammlung der Pinacoteca di Brera.
- Früchte
- In der Küche
- Hühner
- Die Geflügelverkäuferin
- Die Fischverkäufer
- Die Fruchtverkäuferin oder Obstverkäuferin
- Die Ricotta-Esser